# Mil Mi-28

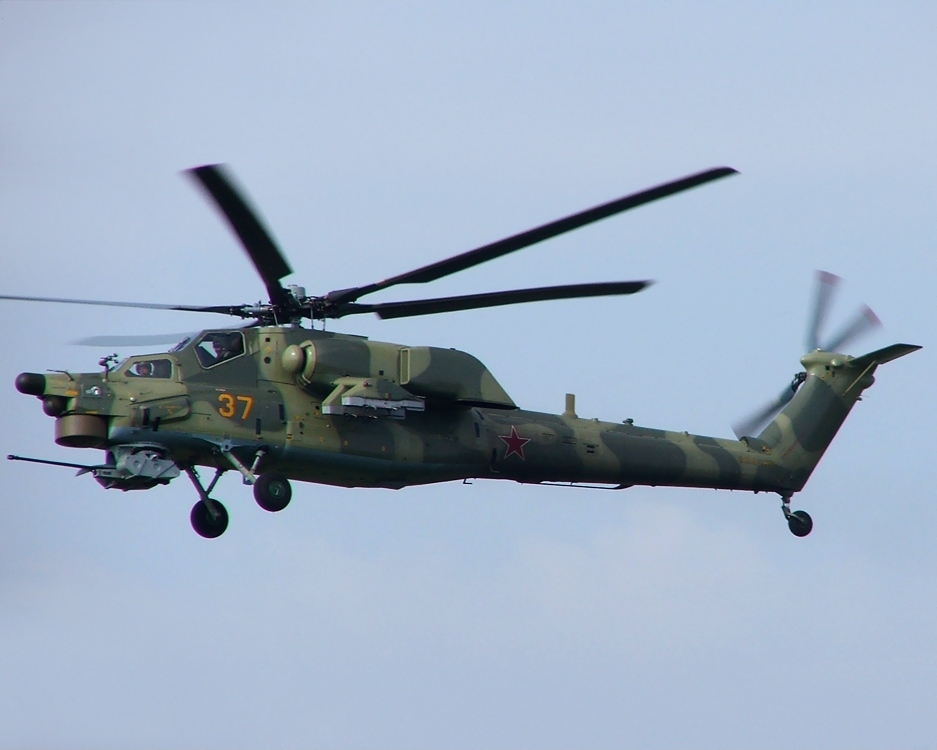
Um Mi-28N da força aérea russa.

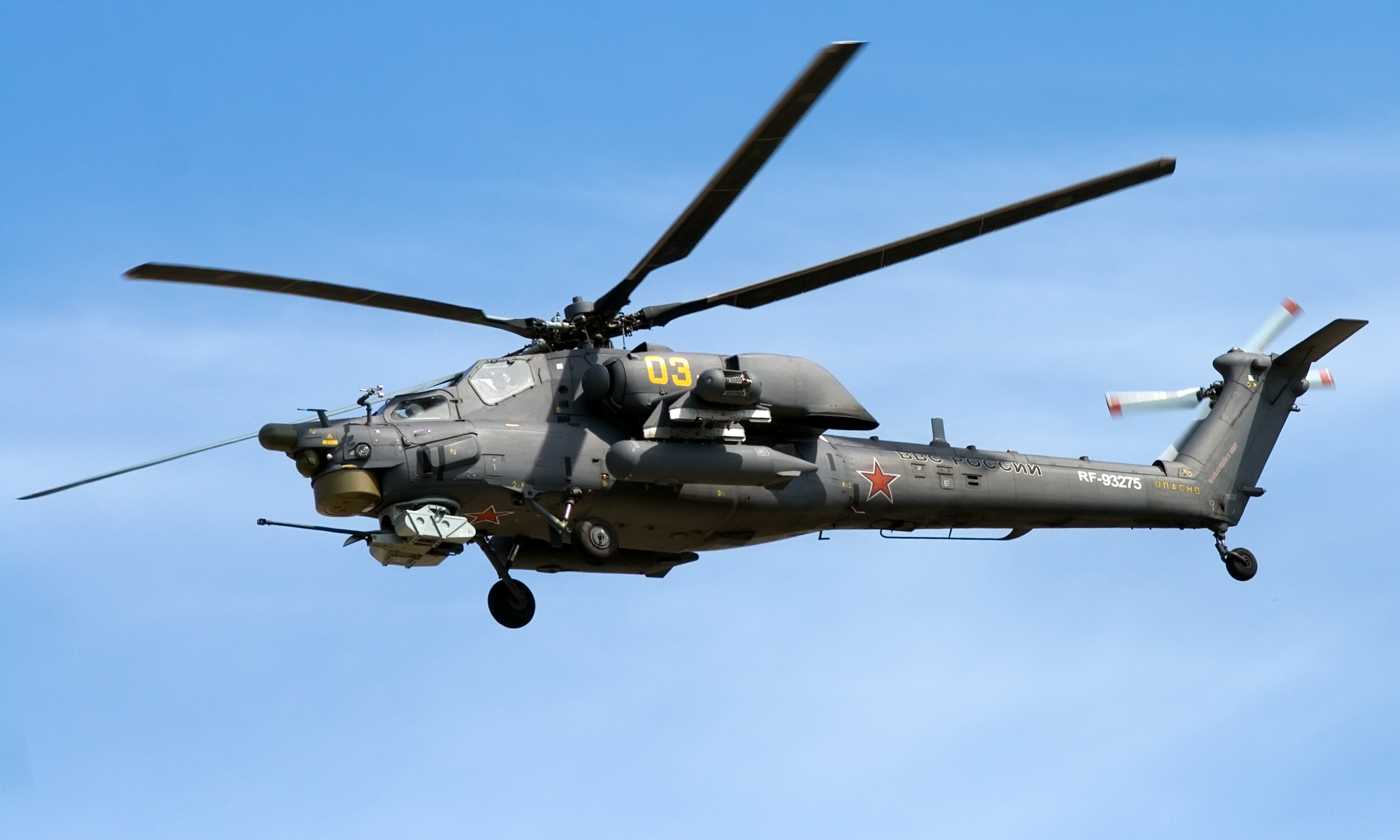
Um Mi-28N da Rússia, em 2013.

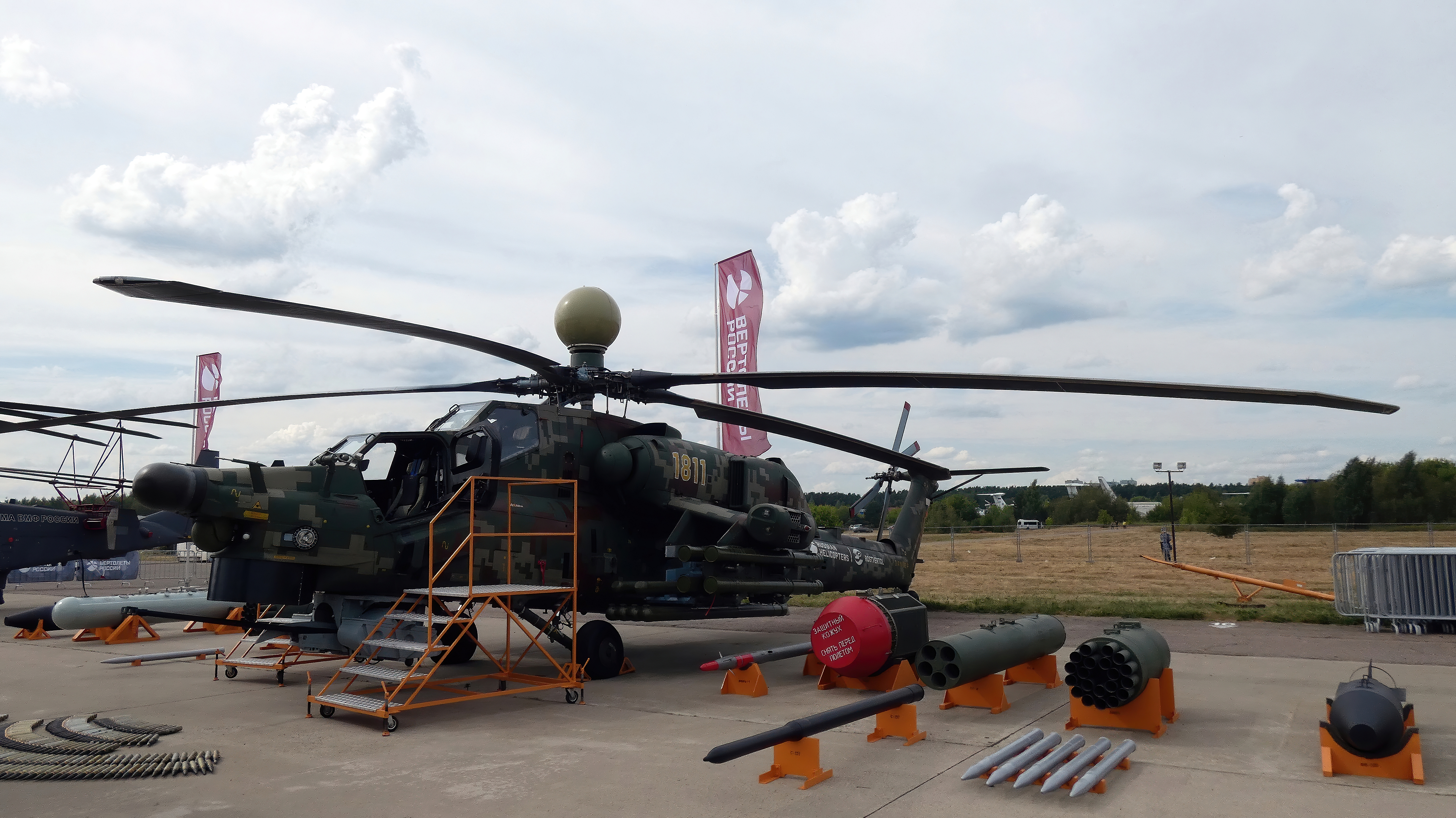
Um Mi-28NM no show aéreo MAKS-2021

O Mil Mi-28 (Designações da OTAN: Havoc) é um helicóptero de ataque de fabricação russa. É um dos mais avançados do seu tipo, considerado uma versão otimizada do Mil Mi-24 e um "concorrente" do Apache. Ele é armado com um canhão altomatico de 30 mm no nariz, além de lançadores de mísseis ar-terra, também sendo capaz de atingir alvos no ar. Cada unidade desta aeronave custa em média US$ 16 milhões de dólares.
O primeiro protótipo voou em novembro de 1982, com as primeiras unidades sendo entregues somente em 2004. O programa havia sido cancelado em 1993, em favor do desenvolvimento do Ka-50. Em 2003, o comando da força aérea russa confirmou este helicóptero finalmente iria integrar as forças militares do país. Atualmente, há 24 unidades da variante Mi-28N no inventário russo. Em 2012, o Iraque confirmou que encomendaria 30 helicópteros deste tipo. A força aérea do Quénia possui cinco dessas aeronaves.